# Catharina Sparre
Catharina Sparre af Rossvik, född omkring 1620, död 1698, var en svensk målare.

## Biografi
Catharina Sparre var dotter till vice presidenten i Svea hovrätt Jakob Jakobsson Snakenborg (Bååt) och Kerstin Tott och från 1641 gift med riksrådet Lars Eriksson Sparre. Enligt Elgenstierna var hon den Catharina Bååt som målade vapen och gjorde kommentarer över Messenii Theatrum nobilitatis Svecanae som trycktes under 1600-talet. 